# 出雲乃伊波比神社 (寄居町)
出雲乃伊波比神社（いずものいわいじんじゃ）は、埼玉県大里郡寄居町赤浜の荒川沿いにある神社。祭神は須佐之男命。武蔵国男衾郡の式内小社「出雲乃伊波比神社」の論社の1つで、旧社格は郷社。

## 由緒
古くは川本村畠山に鎮座していた。火災や水害で古記が紛失したため、創建年代は不詳である。天喜年間（1052年 - 1057年）の前九年の役の際、源頼義が陸奥国へ向かう途中で戦勝祈願のために同社へ参拝し、白旗を献上したことをきっかけに「白籏八幡社」と改称された。
弘治3年（1557年）には「八幡塚」と呼ばれる赤浜村下河内に移転し、さらに天正8年（1580年）に荒川の大洪水により、住民と共に現在の鎮座地に移転した。
明治に入り、創建当初の社名の「出雲乃伊波比神社」に改称された。

### 祭神
- （主祭神）須佐之男命
- （配祀）三穂津姫命、誉田別命、天児屋根命、天太玉命、天穂日命

### 社格
- 明治4年（1871年）11月 - 村社
- 明治32年（1899年）6月24日 - 郷社

## 境内社

### 摂社
- 八坂社 -（主祭神）須佐之男命
- 妙見社 -（主祭神）八意思兼命

### 末社
- 石宮八坂社
- 山神社
- 浅間大神 - 万延元年に勧請
- 天照皇大神 - 明治3年10月9日常楽寺より移転
- 榛名社
- 蚕影大神、三峰大神、古峰大神、天満社、愛宕大神、白山大神、伊奈利社

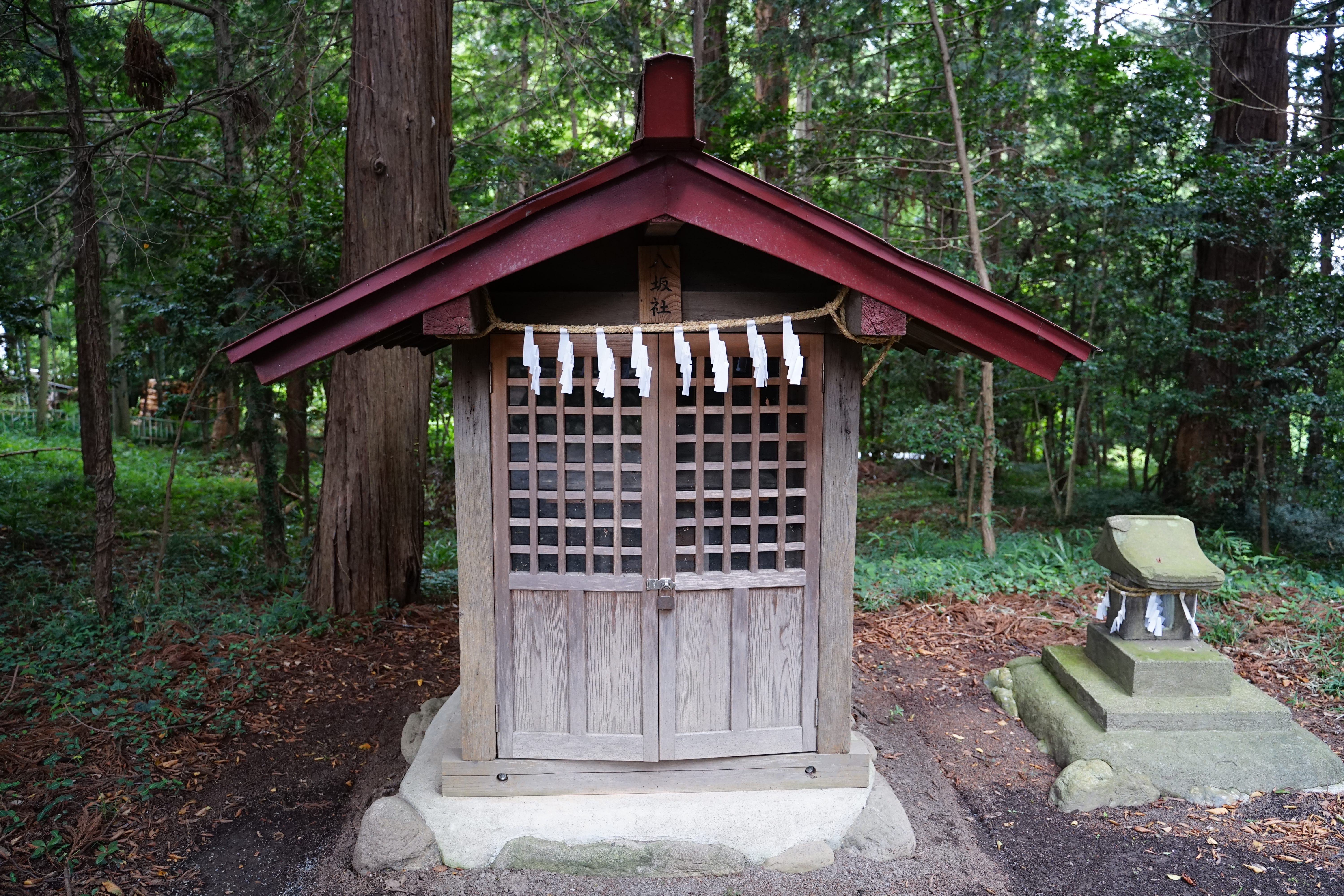
八坂社、石宮八坂社
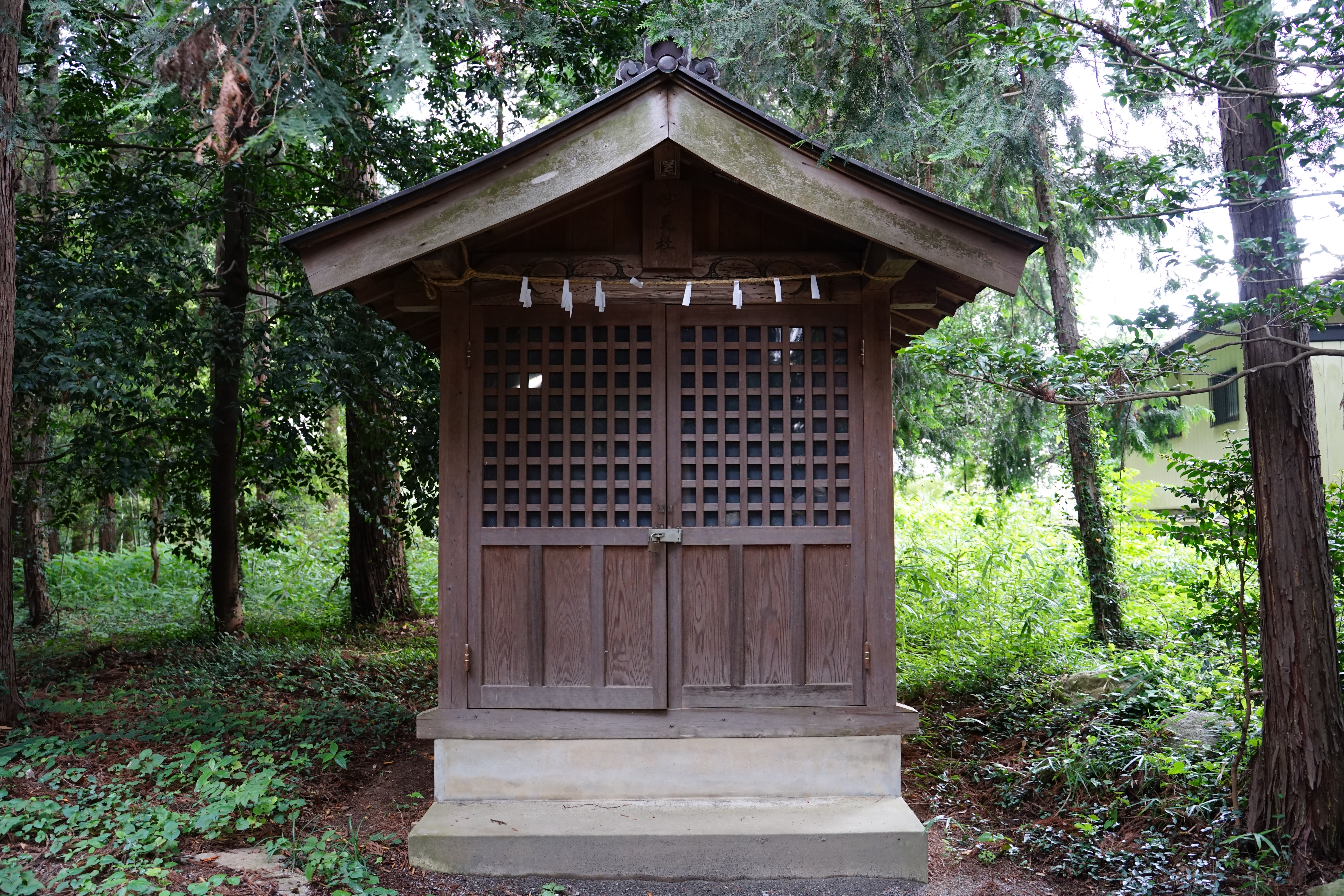
妙見社
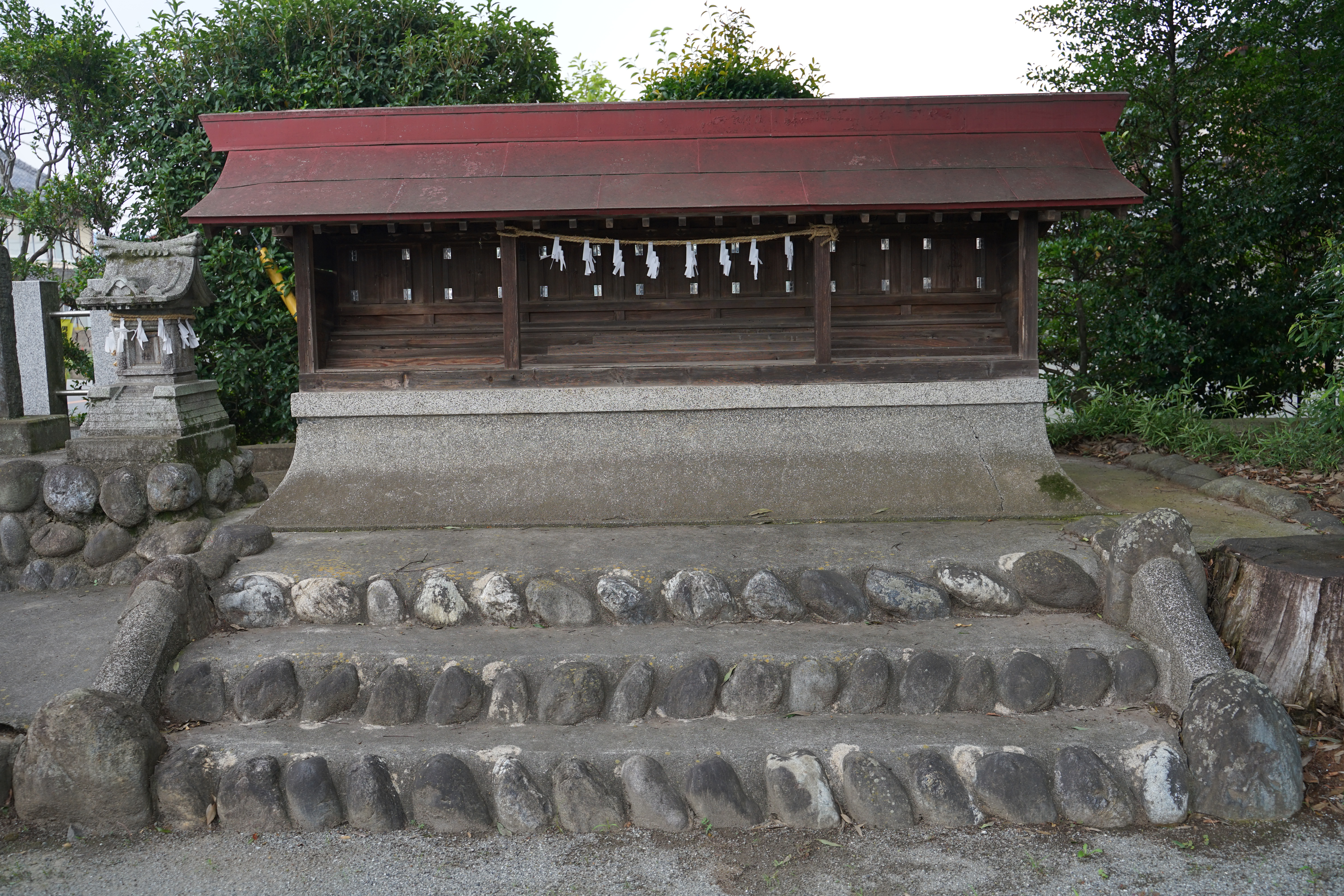
末社（蚕影大神、三峰大神、古峰大神、天満社、愛宕大神、白山大神、伊奈利社）

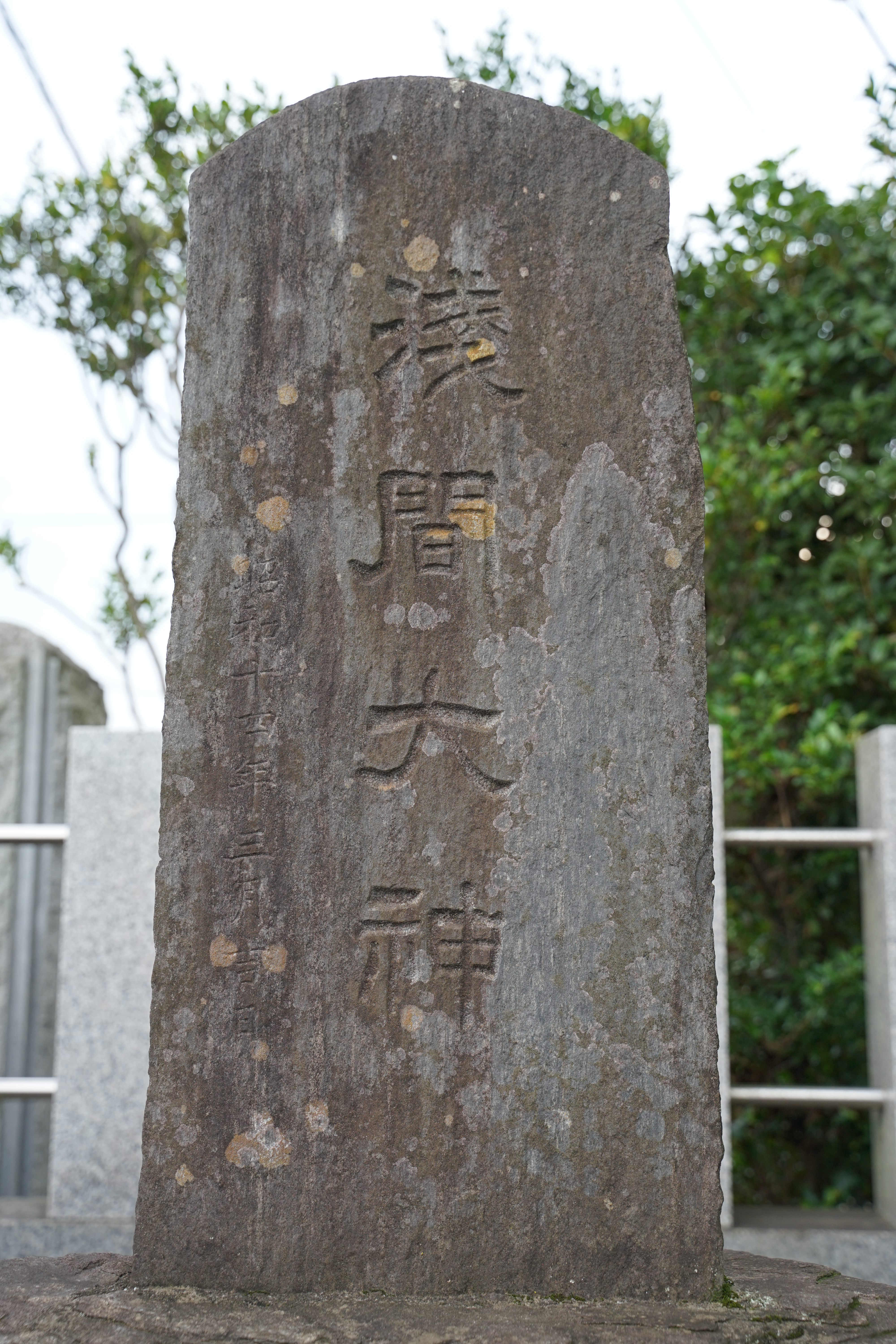
浅間大神
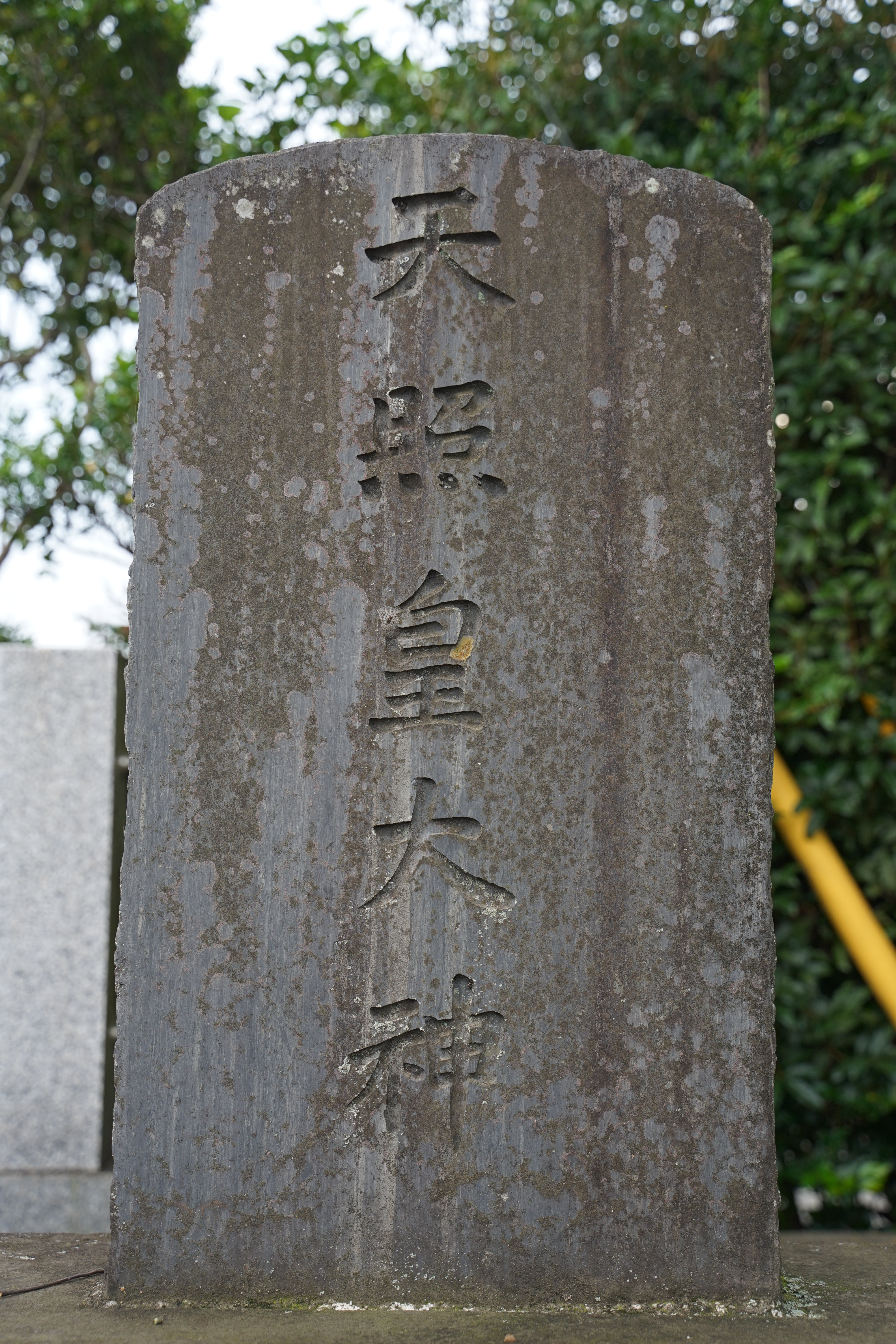
天照皇大神
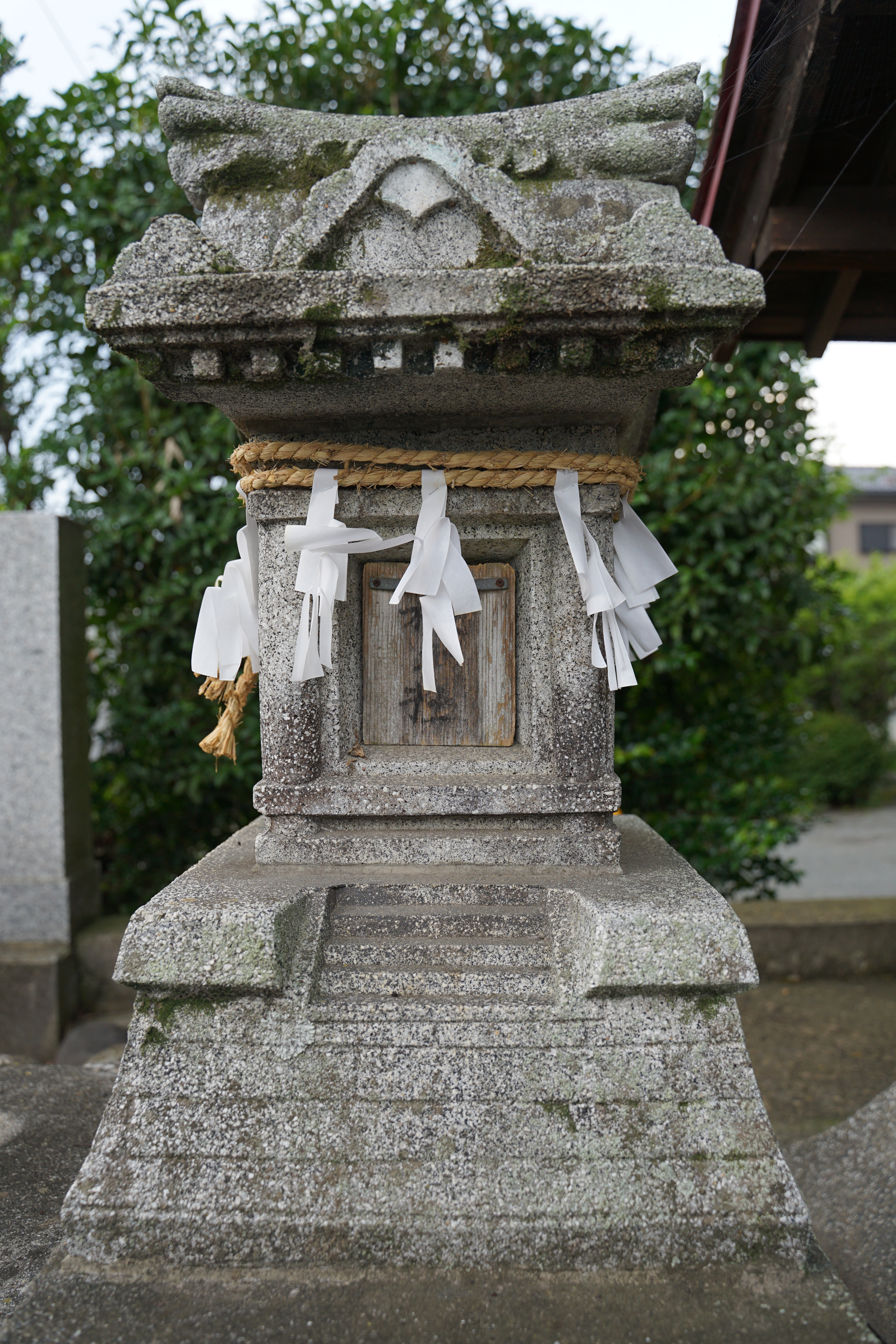
榛名社

## 祭事
- 歳旦祭（1月1日）
- 節分祭（2月3日）
- 祈年祭・愛宕祭（2月23日）
- 入学児童祈願祭（3月下旬）
- 末社八坂社祭（7月中旬の日曜日）
- 大祭（10月19日）
- 新嘗祭・愛宕祭（10月23日）
- 大抜祭（12月31日）

## 境内

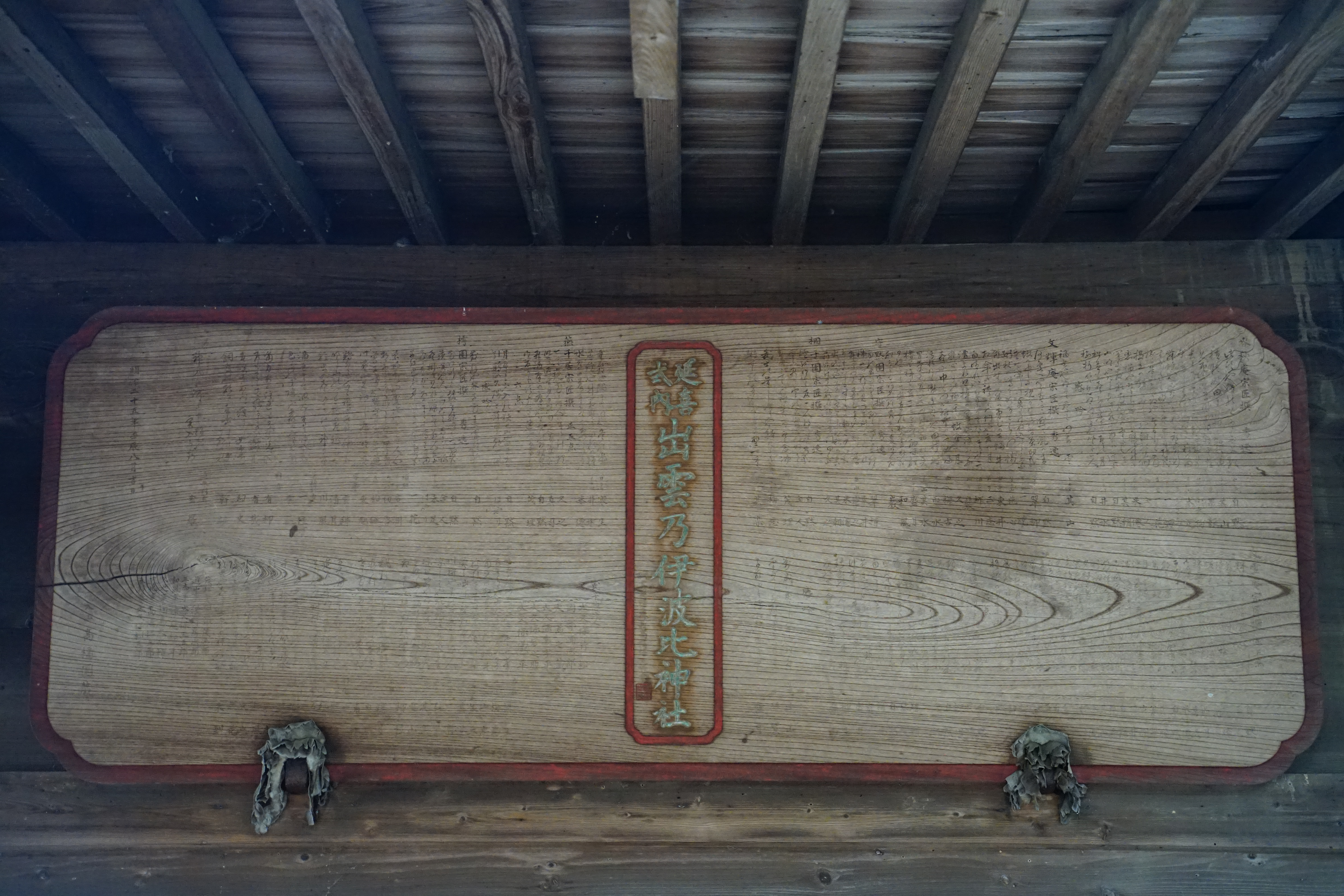
拝殿の扁額
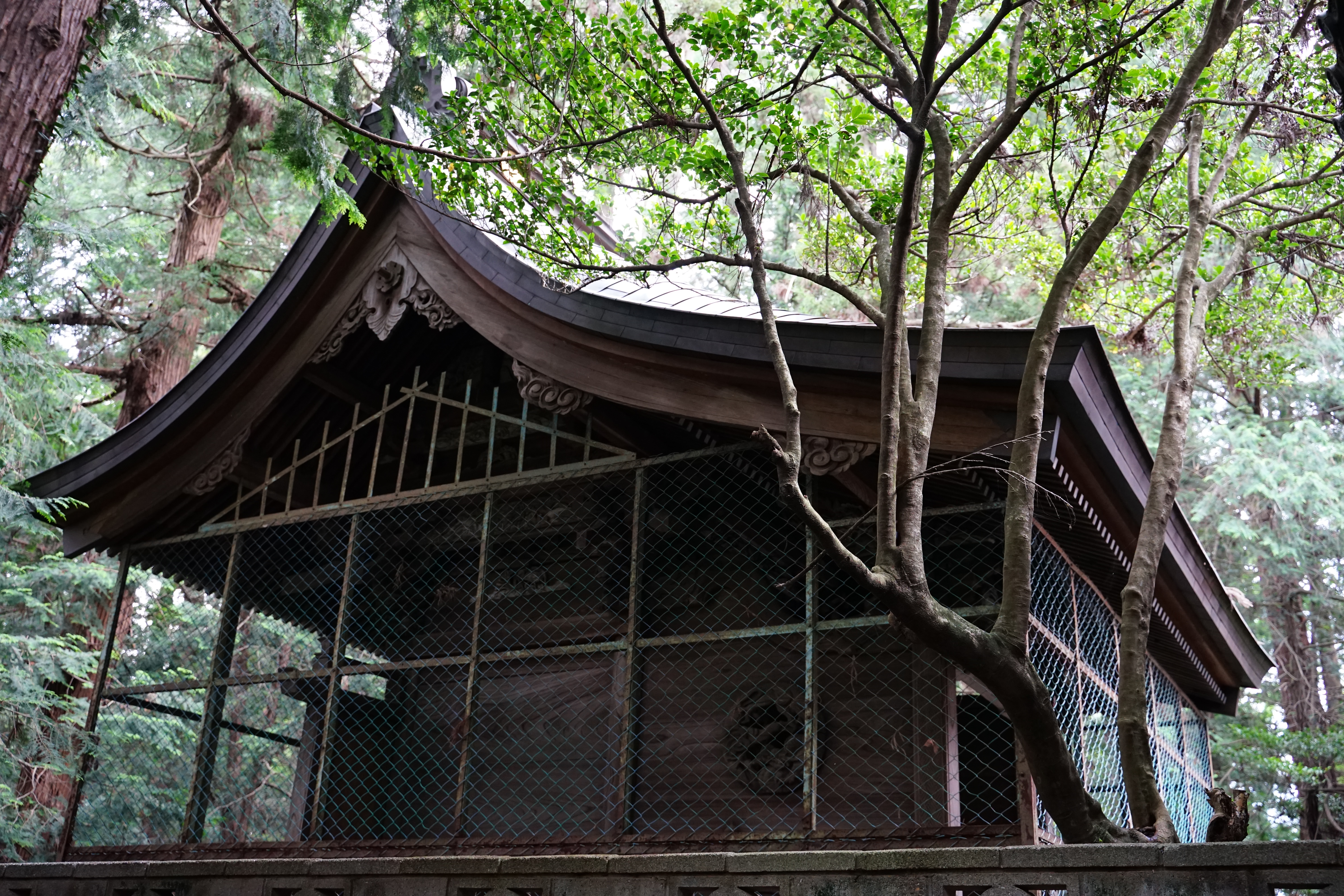
本殿
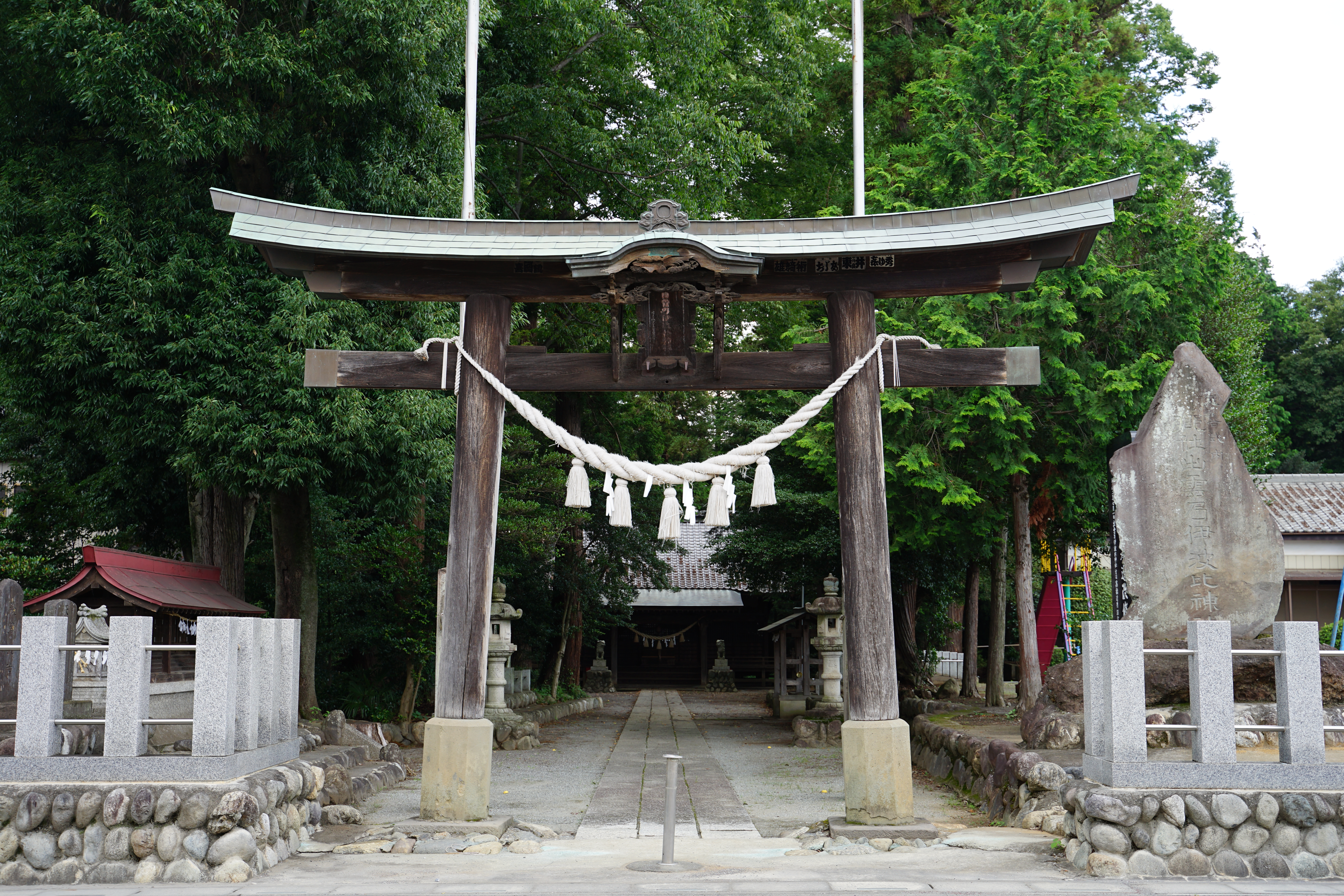
鳥居
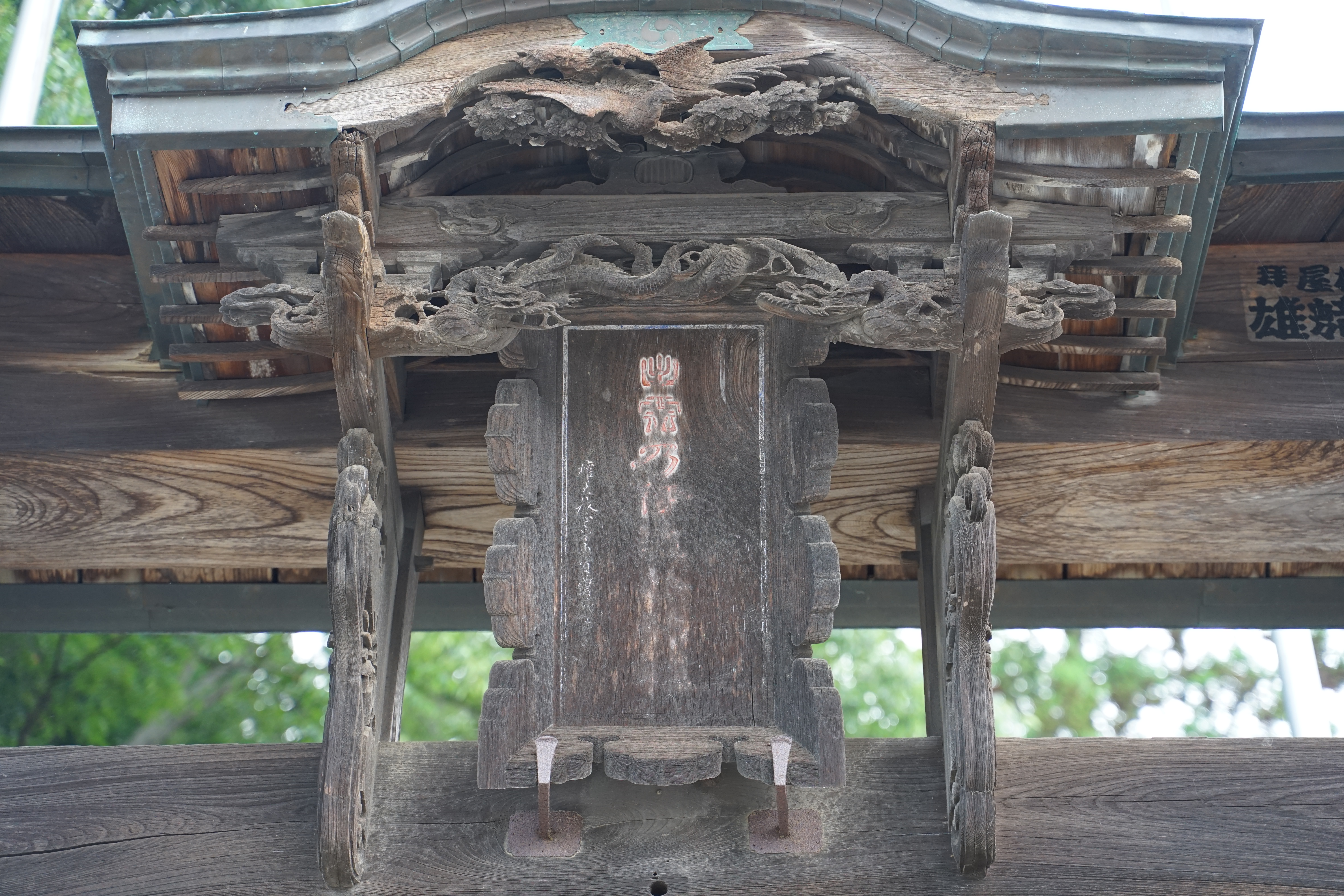
鳥居の扁額

## 交通
- 東武東上線男衾駅から徒歩20分